# Hipparchia sicula
Hipparchia sicula är en fjärilsart som beskrevs av Leo Schwingenschuss 1942. Hipparchia sicula ingår i släktet Hipparchia och familjen praktfjärilar. Inga underarter finns listade i Catalogue of Life.